# Angelico Cattaneo
Angelico Cattaneo (Faido, 6 aprile 1769 – Locarno, 5 ottobre 1847) è stato un religioso svizzero.
Fu anche storico e scrittore.

## Biografia
Nato Carlo Giuseppe Bonaventura Cattaneo, in un piccolo villaggio nella parte settentrionale dell'attuale Canton Ticino, da Giuseppe e da Natala Brentini. Dopo il noviziato a Orta, divenne frate cappuccino con il nome di padre Angelico e fu padre provinciale della provincia ticinese dell'ordine. Combatté contro la rilassatezza della disciplina dei frati e contro l'uso di accogliere con eccessiva facilità i postulanti.
Grazie alle sue conoscenze inoltre Gottardo ottenne importanti aiuti confederati per la valle Leventina, colpita da un'alluvione nel 1834.
A causa dei contrasti con i confratelli per la sua azione moralizzatrice, si trasferì presso il convento cappuccino di Locarno, dove morì nel 1847 per gli esiti di un'ischemia cerebrale.

## Studi
Si dedicò allo studio della storia locale, nonostante l'opposizione del suo ordine e per i suoi interessi in campo storico fu membro onorario della "Società di Utilità Pubblica Svizzera", e fu in contatto con altri storici suoi contemporanei, come Johann Kaspar Zellweger, Arnold Aescher, Aescher Berg collaborando con loro.
Si interessò, inoltre, del miglioramento e dello sviluppo della sua terra, con iniziative quali l'introduzione della coltivazione nel piano di Magadino o della Cassa di risparmio, e fu in rapporto con il Consiglio di Stato Ticinese. Fu in rapporto anche con lo statista Stefano Franscini.

## Scritti
Ha lasciato un'opera incompiuta in due volumi, intitolata I Leponti, e costituita da tre parti principali:
- Parte prima “I Leponti e la signoria di Milano” (primo volume)
- Parte seconda  “ La Signoria d'Urania ( Canton Uri) e soggezione della valle fino al 1798” (primo volume)
- Parte terza, ossia  “Liberazione, Epoca Ticinese e Contemporanea” (secondo volume)

L'opera di Padre Angelico consiste in un accurato lavoro di ricerca e catalogazione di una grande quantità di informazioni tratte da antichi documenti rinvenuti negli archivi comunali e parrocchiali di una valle (la Leventina) che ha costituito da sempre, geograficamente, l'asse elettivo nord-sud per il transito delle alpi attraverso il passo del San Gottardo.
Fin dai tempi più remoti, sono infatti transitati sulla mulattiera della cosiddetta "via delle genti" mercanti e trasporti di materie prime dai principali stati del nord Europa verso l'Italia e viceversa, ma anche eserciti come ad esempio quelli confederati che, nel 1400 discesero la Leventina per andare a scontrarsi con l'esercito ducale milanese a nord di Bellinzona o, in epoca napoleonica quelli austro-russi del generale Aleksandr Vasil'evič Suvorov che inseguirono da sud i Francesi, scacciati dalla Lombardia e da parte del Piemonte, poi affrontati il 25 settembre 1799 proprio sulle impervie pendici del Gottardo.
Grazie all'opera di Padre Angelico Cattaneo ci vengono tramandate cronache e preziose informazioni sulla storia di una piccola regione il cui passato, per la particolare posizione geografica della stessa, si intreccia con le più importanti vicende del passato europeo.
Un suo manoscritto si trova conservato presso il Museo di Leventina a Giornico.
| Controllo di autorità | VIAF (EN) 1095145856995222920830 · CERL cnp02141267 · GND (DE) 1089178921 |